# Louise Raeder
Louise Anna Ester Raeder, under en period Raeder Sjögren, född 9 april 1962 i Farsta, Stockholm, är en svensk skådespelare och röstskådespelare. Hon är syster till Lena Raeder.

## Biografi
Louise Raeder debuterade på Stockholms stadsteater i pjäsen Jösses flickor (1974). 1975 sjöng hon folkvisor på Sheraton, medverkade i Nygammalt i TV och sjöng i flera radioprogram.
I slutet av 70-talet var Raeder med och startade Lasse Kühlers dansskola i Stockholm. Hon var koreografiassistent och instruktör i bugg, stepp och jazz. 1979-81 hade Raeder flera engagemang på Folkan. Hon spelade huvudrollen i teaterns egen musikaluppsättning av Pinocchio, 17 år gammal. Hon ersatte även Siw Malmkvist i föreställningen Pippi Långstrump. 1992 spelade hon huvudrollen som Pippi under en turné i folkparkerna.
1981-83 spelade hon i succéfarsen Spanska flugan på Vasan med bland andra Carl-Gustaf Lindstedt, Inga Gill och Lasse Berghagen. Hon turnerade med Riksteatern i musikalen Oklahoma! och barnföreställningen Teskedsgumman 1983.
1997 spelade Raeder med i Kristina från Duvemåla, där sjöng hon i kören samt alternerade med Helen Sjöholm i rollen som Kristina.
Raeder har setts i TV-produktioner som Bröderna Olsson 1986, Goda grannar 1987 och gjorde huvudrollen i barnprogrammet Pippi Pelikan 1990. Under sent 80-tal och tidigt 90-tal figurerade hon som röstskådespelare i de svenskspråkiga versionerna av många animerade filmer och serier, exempelvis My Little Pony, Sailor Moon och Legenden om Zelda.
Louise Raeder har även gjort radioteater, dubbat filmer, läst in ljudböcker arbetat med översättningar, konsertverksamhet i kyrkor och framträtt med egna sånggrupper bland annat Blåeld och Ramlösa. Sedan 2013 används hennes röst i trailers och vinjetter på barnkanalen Disney Junior. 2015 släpptes Raeders soloalbum Sound of me och även julabumet "Jul" tillsammans med Pettersson & Hellström.

## Filmografi (i urval)
- 1980 – Jul igen hos Julofsson (barnprogram)
- 1981 – Jul igen hos Julofsson (barnprogram)
- 1982 – Brisby och Nimhs hemlighet (röst)
- 1983 –  Kommissarie Gadget (röst)
- 1984 – Rosen
- 1984 – Ronja Rövardotter
- 1986 – Alla vi barn i Bullerbyn
- 1986 – The Real Ghostbusters (röst)
- 1986 – På liv och död
- 1987 – Mer om oss barn i Bullerbyn
- 1989 – Super Mario Bros. Super Show (röst)
- 1987 – Goda grannar (TV-serie)
- 1989 – Legenden om Zelda (röst)
- 1991 – Thomas och vännerna (berättarröst)
- 1992 – James Bond Junior (röst)
- 1992 – Dog City (röst)
- 1993 – Swat Kats (röst)
- 1994 – Montana Jones (röst)
- 1996 – Sailor Moon (röst)
- 1996 – Mullvadens jul (röst)
- 1997 – Atlantis: Det försvunna riket (röst)
- 1998 – De tre vännerna och Jerry (röst)
- 1999 – Sjätte dagen (TV-serie)
- 2001 – Totally Spies (röst)
- 2001  – Hotel Seger (TV-serie)
- 2004 – Polarexpressen (röst)

## Teater

### Roller (ej komplett)
| År   | Roll      | Produktion                                              | Regi        | Teater      |
| ---- | --------- | ------------------------------------------------------- | ----------- | ----------- |
| 1979 |           | Annie Charles Strouse, Thomas Meehan och Martin Charnin | Stig Olin   | Folkan      |
| 1979 | Pinocchio | Pinocchio Staffan Götestam och Peter Flack              |             | Folkan      |
| 1981 | Betty     | Spanska flugan Franz Arnold och Ernst Bach              | Per Gerhard | Vasateatern |
| 1983 | Mio       | Mio min Mio Astrid Lindgren                             |             | Folkan      |
| 1990 |           | Charleys tant Brandon Thomas                            | Per Gerhard | Vasateatern |